# 孫桂籍
孙桂籍（1911年9月6日—1976年7月3日），山東省掖縣蔴渠村人，出生於海參崴。中国国民党党员及中华民国官员。

## 生平[2]
肄業于東省特別區立法政大學經濟科，后毕业于國立北平大學俄文法政學院經濟系，中央訓練團革命實踐研究院黨政班、聯戰班結業，國防研究院畢業。历任中国国民党中央宣传部幹事、国民政府军事委员会外事局祕書、外交部專員、科長。抗日战争胜利后，他历任哈爾濱市接受委員，哈尔滨市社会局局长，國民參政會參政員，旅順市、长春市市长，東北物資調節委員會常務委員、儲運組組長兼瀋陽分會副主任委員。民國37年，經選舉成為哈爾濱市第一届立法院立法委员。
1949年到台湾，历任中国国民党第七届、第九届候补中央委员、中国国民党中央党部文化工作委员会委员等职务。
1976年7月3日，病逝于台湾。